# Elaeocarpus kusanoi
Elaeocarpus kusanoi är en tvåhjärtbladig växtart som beskrevs av Gen-Iti Koidzumi. Elaeocarpus kusanoi ingår i släktet Elaeocarpus och familjen Elaeocarpaceae. Inga underarter finns listade i Catalogue of Life.